# 23
Cette page concerne l'année 23  du calendrier julien. Pour l'année 23 av. J.-C., voir 23 av. J.-C. Pour le nombre 23, voir 23 (nombre). Pour les autres significations, voir Vingt-trois.
L'année 23 est une année commune qui commence un vendredi.

## Événements
- Janvier-février, Chine : offensive des « Sourcils Rouges »,  qui battent l'armée impériale de Wang Mang lors de la bataille de Chengchang[1].
- 11 mars-25 novembre : le prince Liu Xuan est installé comme empereur de Chine par les rebelles loyalistes Han[2].
- Juillet, Chine : Les  « Lulins » infligent une défaite décisive aux troupes impériales de Wang Mang à Kunyang[1].
- 14 septembre : Séjan aurait fait empoisonner Drusus le Jeune, fils de Tibère[3]. Il concentre la garde prétorienne dans une unique caserne aux abords de Rome. Le gouvernement craint en permanence toutes sortes de conspirations réelles ou imaginaires, et les contrecarre par des lois de lèse-majesté particulièrement vagues qui laissent la porte ouverte à toutes les craintes de tyrannies. Séjan exploite les complots pour renforcer son pouvoir.
- 4 octobre, Chine : prise et sac de Chang'an par les  « Sourcils Rouges ». Wang Mang est capturé et mis à mort deux jours plus tard[1]. L’insurrection conduit à la restauration de la dynastie des Han orientaux par le prince Liu Xiu en 25.
- Début du règne de Ptolémée, roi de Maurétanie (fin en 40)[4].

## Naissances en 23
- Pline l'Ancien, écrivain et naturaliste romain, né à Côme (auteur de L'Histoire naturelle, et oncle de Pline le Jeune).

## Décès en 23
- 14 septembre : Drusus Julius Caesar, fils de l'empereur Tiberius Claudius Nero Caesar, meurt empoisonné.
- 9 octobre : Wang Mang, empereur usurpateur de Chine.